# Piana del Sole
Piana del Sole è una frazione (piano di zona B40) di Roma Capitale, situata in zona Z. XLI Ponte Galeria, nel territorio del Municipio Roma XI (ex Municipio Roma XV).
Sorge al confine col comune di Fiumicino, racchiusa fra l'autostrada A12 "Autostrada Azzurra" a ovest, l'autostrada A91 "Roma-Fiumicino" a sud e via della Muratella a nord-est.
Scavi archeologici, nell'area della tenuta di Castel Malnome, hanno consentito di scoprire 300 tombe di una necropoli romana risalente al II secolo d.C.

Nell'area si possono trovare siti dell'età preistorica e dell'età del ferro nonché di epoca etrusca e romana.

## Infrastrutture e trasporti
|  | È raggiungibile dalla stazione di Fiera di Roma. |

## Odonimia
Le strade della frazione sono dedicate ad alcuni comuni del Piemonte e ad alcuni ingegneri idraulici.